# Дальбек, Эва
Эва Дальбек (полное имя при рождении Эва Элизабет Лампелль, швед. Eva Elisabet Dahlbeck, Eva Elisabet Lampell, 8 марта 1920, Сальтшё-Дувнес, Стокгольм — 8 февраля 2008, Стокгольм) — шведская актриса, писатель, киносценарист.

## Биография
В 1944 году закончила престижную Актёрскую школу при Королевском драматическом театре Стокгольма (Драматен). Выступала на сцене Драматен с 1944 по 1964. Играла в пьесах Стриндберга, Стига Дагермана и др. В кино дебютировала в 1941, в целом участвовала более чем в 50 лентах, играла в шести фильмах Бергмана.
В 1964 году ушла со сцены, в последний раз снялась в кино в 1970. Занялась литературой, написала 10 романов, несколько книг стихов, сценарий для фильма Арне Матссона Убийства в Юнгшё (1966).
Дальбек дебютировала как автор в 1955 году пьесой «Dessa minsta minsta», которая похоже, так и не была напечатана. Первой печатной книгой стал сборник стихов «Сквозь окна» в 1963 году, который был опубликован под псевдонимом «Лис Эдвардсон».

## Избранная фильмография
- 1942: Прискачи сегодня ночью/ Rid i natt (Густав Муландер)
- 1946: Любовь приходит и уходит/ Kärlek och störtlopp (Рольф Хусберг)
- 1946: Брита и большой торговый центр/ Brita i grosshandlarhuset (Оке Оберг)
- 1946: Ночная встреча/ Möte i natten (Хассе Экман)
- 1947: Люди из долины Симлонг/ Folket i Simlångsdalen (Оке Оберг)
- 1947: Две женщины/ Två kvinnor (Арнольд Шёстранд)
- 1948: Девушка из горной деревни (Андерс Хенриксон)
- 1948: Всякому свой путь/Var sin väg (Хассе Экман)
- 1948: Эва/ Eva (Густав Муландер по сценарию Ингмара Бергмана)
- 1949: Женщина в белом/ Kvinna i vitt (Арне Матссон по роману У. Коллинза)
- 1949: Просто мать/ Bara en mor (Альф Шёберг)
- 1950: Hjärter knekt (Хассе Экман)
- 1950: Fästmö uthyres (Густав Муландер)
- 1950: Kastrullresan (Арне Матссон)
- 1951: Елена Троянская[англ.]/ Sköna Helena (Густав Эдгрен)
- 1952: Trots (Густав Муландер)
- 1952: Женщины ждут/ Kvinnors väntan (Ингмар Бергман)
- 1953: Варавва/ Barabbas (Альф Шёберг по роману Пера Лагерквиста)
- 1953: Sie fanden eine Heimat (Леопольд Линдтберг)
- 1953: Göingehövdingen (Оке Оберг)
- 1954: Урок любви/ En lektion i kärlek (Ингмар Бергман)
- 1955: Женские сны/ Kvinnodröm (Ингмар Бергман)
- 1955: Улыбки летней ночи/ Sommarnattens leende (Ингмар Бергман, номинация на премию БАФТА лучшей зарубежной актрисе)
- 1956: Последняя пара, беги/ Sista paret ut (Альф Шёберг по сценарию И.Бергмана)
- 1957: Подыскивается дача/ Sommarnöje sökes (Хассе Экман)
- 1958: Рядом с жизнью/ Nära livet (Ингмар Бергман, премия Каннского МКФ за лучшую женскую роль)
- 1960: Kärlekens decimaler (Хассе Экман)
- 1961: Моральный вопрос/ De sista stegen (Джон Кромвелл)
- 1962: Билет в рай/ Biljett till paradiset (Арне Матссон)
- 1964: Обо всех этих женщинах/ För att inte tala om alla dessa kvinnor (Ингмар Бергман)
- 1964: Любовные пары/ Älskande par (Май Сеттерлинг)
- 1965: Кошки/ Kattorna (Хеннинг Карлсен, премия Золотой жук за лучшую женскую роль)
- 1965: Морианна/ Morianerna (Арне Матссон)
- 1966: Создания/Les créatures (Аньес Варда)
- 1967: Красная мантия/ Den røde kappe (Габриэль Аксель)
- 1970: Tintomara (Ханс Абрамсон)

## Признание
- Медаль «Pro Finlandia» (1956, Финляндия)[4]
- Премия Юджина О’Нила за сценические достижения (1961), национальные и международные кинопремии.